# Championnat du Salvador d'échecs
Le championnat du Salvador d'échecs est une compétition d'échecs du Salvador organisée par la Fédération salvadorienne des échecs (en espagnol : Federación Salvadoreña de Ajedrez), qui a eu lieu pour la première fois en 1946. Le maître FIDE Boris Pineda a remporté le titre huit fois. Un championnat d'échecs féminin salvadorien distinct a également lieu chaque année depuis 1993. 

## Vainqueurs du championnat mixte
Les vainqueurs du championnat sont :
| Année | Vainqueur          |
| ----- | ------------------ |
| 1946  | Antonio Salazar    |
| 1947  | Antonio González   |
| 1952  | Juan Serrano       |
| 1954  | Benjamin Oliva     |
| 1955  | Juan Serrano       |
| 1958  | Benjamin Oliva     |
| 1959  | Donato Pineda      |
| 1960  | Donato Pineda      |
| 1961  | Benjamin Oliva     |
| 1962  | Juan Serrano       |
| 1963  | Helios Quintanilla |
| 1964  | Jaime Soley        |
| 1965  | Juan Serrano       |
| 1966  | Atilio Mojica      |
| 1967  | Benjamín Rojas     |
| 1968  | Benjamín Rojas     |
| 1969  | Atilio Mojica      |
| 1970  | Leonardo Mena      |
| 1971  | Antonio Grimaldi   |
| 1972  | Atilio Mojica      |
| 1973  | Antonio Grimaldi   |
| 1974  | René Grimaldi      |
| 1975  | Boris Pineda       |
| 1976  | Boris Pineda       |
| 1977  | Boris Pineda       |
| 1978  | René Grimaldi      |
| 1979  | Manuel Velásquez   |
| 1980  | Manuel Velásquez   |
| 1982  | Salvador Infante   |
| 1984  | Eduardo Vásquez    |
| 1985  | Salvador Infante   |
| 1987  | René Grimaldi      |
| 1989  | René Grimaldi      |
| 1990  | Roberto Camacho    |
| 1991  | Boris Pineda       |
| 1992  | Boris Pineda       |
| 1994  | Salvador Infante   |
| 1995  | Salvador Infante   |
| 1996  | Boris Pineda       |
| 1997  | Roberto Camacho    |
| 1998  | Boris Pineda       |
| 1999  | Héctor Leyva       |
| 2000  | Héctor Leyva       |
| 2001  | Lemnys Arias       |
| 2002  | Carlos Burgos      |
| 2003  | Boris Pineda       |
| 2004  | Carlos Burgos      |
| 2005  | Héctor Leyva       |
| 2006  | Lemnys Arias       |
| 2007  | Lemnys Arias[2]    |
| 2008  | Héctor Leyva[3]    |
| 2009  | Héctor Leyva[3]    |
| 2010  | Héctor Leyva[4]    |
| 2011  | Oscar Velásquez[5] |
| 2012  | Gustavo Aguilar[6] |
| 2013  | Daniel Arias[7]    |
| 2014  | Carlos Burgos[8]   |
| 2015  | Carlos Burgos[9]   |
| 2016  | Ricardo Chávez[10] |
| 2017  | Jorge Giron[11]    |
| 2018  | Lemnys Arias[12]   |
| 2019  | Lemnys Arias[13]   |
| 2020  | Lemnys Arias       |
| 2021  | Ricardo Chavez     |
| 2022  | Jorge Giron        |
| 2023  | Jorge Giron        |

## Vainqueurs du championnat féminin
Les lauréates du championnat salvadorien sont :
| Année | Championne                         |
| ----- | ---------------------------------- |
| 1993  | Reyna Chávez                       |
| 1994  | Brenda Cienfuegos                  |
| 1995  | Brenda Cienfuegos                  |
| 1996  | Brenda Cienfuegos                  |
| 1997  | Sonia Zepeda                       |
| 1998  | Sonia Zepeda                       |
| 1999  | Sonia Zepeda                       |
| 2000  | Sonia Zepeda                       |
| 2001  | Lorena Zepeda                      |
| 2002  | Lorena Zepeda                      |
| 2003  | Nayda Avalos                       |
| 2004  | Lorena Zepeda                      |
| 2005  | Lorena Zepeda                      |
| 2006  | Lorena Zepeda                      |
| 2007  | Lorena Zepeda[14]                  |
| 2008  | Ada Castañeda, Gabriela Avelar[15] |
| 2009  | Sonia Zepeda, Lorena Zepeda[16]    |
| 2010  | Marcela Aguilar[17]                |
| 2011  | Bera Hernandez[18]                 |
| 2012  | Gabriela Avelar[19]                |
| 2013  | Ingrid Sanchez[20]                 |
| 2014  | Ingrid Sanchez[20]                 |
| 2015  | Ingrid Sanchez[20]                 |
| 2016  | Marjorie Herrera[21]               |
| 2017  | Judith Santos[22]                  |
| 2018  | Andrea Ortez[23]                   |
| 2019  | Marjorie Herrera[24]               |
| 2020  | Andrea Ortez                       |
| 2021  | Angie Garcia                       |
| 2022  | Andrea Ortez                       |
| 2023  | Angie Garcia                       |